# Спортивная панорама
Спортивная панорама — старейшее специализированное издание в Белоруссии, которое отражает текущие спортивные и околоспортивные события в Белоруссии и мире.

## История газеты
Газета издаётся с 1 июня 1951 года. До № 106 за 1995 год — под названием «Физкультурник Белоруссии». 21 июля 1997 редакция газеты переехала в здание по адресу в Минске: ул. Мельникайте, д. 2.

## Описание
Газета издаётся на русском языке 4 раза в неделю. Учредитель издания — Министерство спорта и туризма Республики Беларусь.
Издание освещает спортивную жизнь Белоруссии и других стран, публикует новости туризма, освещает крупнейшие республиканские и международные соревнования с участием спортсменов Белоруссии.
В 2001 и 2006 годах редакция газеты награждена почётными грамотами Совета Министров Республики Беларусь.
С 2005 года газета «Спортивная панорама» совместно с НОК РБ принимает участие в определении лучшего спортсмена года Белоруссии.
Распространяется по подписке, через киоски «Белпочты», «Белсоюзпечати».
Главный редактор — Зданович Владимир Александрович.